# Amorphophallus preussii
Espèce
Synonymes
- Hydrosme preussii Engl.[2] [3]

Statut de conservation UICN

 VU B2ab(iii) : Vulnérable
Amorphophallus preussii est une espèce d'herbes épineuses de hauteur moyenne de 30 cm. Elle se développe et vit dans les forêts denses tropicales et subtropicales et appartient à la famille des Araceae. On l'appelle aussi Hydrosme preussii Engl. C'est l'une des plantes dont la taille de la population diminue régulièrement face à la menace de la déforestation.

## Étymologie
Son épithète spécifique preussii rend hommage au botaniste allemand Paul Rudolph Preuss, à l'origine du jardin botanique de Limbé (Cameroun).